# Мінеральні лікувально-столові води Вінниччини
Мінеральні лікувально-столові води Вінниччини — мінеральні води в межах Вінницької області.
На території Вінницької області вивчено два типи мінеральних лікувально-столових вод: хлоридних натрієвих та кремнієвих.
Хлоридні натрієві води типу «Миргородської» розкриті 300-метровою свердловиною серед вулканічних і осадових порід верхнього протерозою на території санаторію «Гірський», розташованого на околиці с. Бронниця Могилів-Подільського району. Вода вивчена українським НДІ медичної реабілітації та курортології і рекомендована для промислового розливу під назвою «Бронничанка». Вона також використовується для лікувальних цілей в санаторії. Самовитікаючі води аналогічного складу відкриті також свердловинами поблизу сіл Садківці та Карпівка в цьому ж районі. Однак вони не були рекомендовані для використання, оскільки свердловини не відповідають санітарним нормам і потребують переобладнання. На Садковському родовищі проведено роботи по каптажу свердловини і ведеться підготовка до дослідно-промислового розливу води.
Кремнієві води за складом близькі до звичайних столових і відрізняються тільки підвищеним вмістом розчиненої кремнекислоти, яка зумовлює лікувальні властивості. Ці води видобуваються приблизно 100-метровими свердловинами з кристалічних порід поблизу с. Тростянчик Тростянецького району (вода «Дана») та на околиці м. Козятин (вода «Ріна»).
Вода «Регіна» за рівнем мінералізації і хімічним складом віднесена до столових вод, хоча лікувальні властивості води ніхто не заперечує. Вони можуть бути обумовлені специфічними компонентами, як наприклад у «Нафтусі» чи «Збручанської», однак для офіційного переведення «Регіни» в розряд лікувально-столових вод необхідно провести вивчення її лікувальних властивостей в клінічних умовах.